# Alois Stiplosek
Aloïs Stiplosek (eingedeutscht Stiploschek) (* 3. April 1872 im Dorf Rasgor nahe Maribor, Slowenien; † 13. August 1956 in Antwerpen) war Schrittmacher und Flugpionier.
Bei Steherrennen war er Schrittmacher für Paul Guignard und Arthur Vanderstuyft (um 1906).

## Leben
Alois Stiplosek heiratete 1904 Jeanne De Swaef und lebte in Berlin-Johannisthal. 1911 ging er zusammen mit seiner Frau zur Flugschule von Louis Blériot in Pau und erhielt am 8. September die Fluglizenz Nr. 591 der Fédération Aéronautique Internationale – France. Hauptsächlich auf einer Jeannin-Stahltaube nahm er in Deutschland und Österreich an zahlreichen Luftfahrschauen und -wettbewerben teil.
Im Ersten Weltkrieg war er Feldflieger in der österreichischen Armee. Er testete Prototypen der Österreichischen Flugzeugfabrik A.G., wobei er mehrere Unfälle überlebte.
Nachdem er sich nach dem Versailler Vertrag für die Jugoslawische Staatsangehörigkeit entschieden hatte, musste er Österreich verlassen und folgte seiner Frau und Tochter nach Belgien.